# Nitaf
Nitaf (arab. ‏نطاف‎) – dawna palestyńska wieś położona 17 km na zachód od Jerozolimy, zniszczona w czasie wojny w 1948 przez wojska izraelskie podczas drugiego etapu operacji Dani.

## Historia
Według statystyk z 1945 Nitaf zamieszkiwało 40 muzułmanów, a łączna powierzchnia przyległych pól to 1401 dunamów, z których 166 dunamów stanowiły plantacje i tereny nawadniane, a 158 - zboża, podczas gdy pozostałe 1077 dunamów zostało sklasyfikowanych jako grunty nieuprawne.
Nitaf miał maqam (niewielką kaplicę muzułmańską) dla lokalnego mędrca znanego jako szejk Mas'ud.

### Współcześnie
Wioska została wyludniona 15 kwietnia 1948 przez wojska izraelskie.

Palestyński historyk Chalidi tak opisuje to miejsce:

Na miejscu znajduje się duży, opuszczony kamienny dom otoczony starymi tarasami. Jest to dom parterowy z łukowymi drzwiami i łukowymi oknami. Na północny zachód od tego domu stoi kolejny opuszczony dom. Większość terenów wiejskich spadła w strefie zdemilitaryzowanej, który został wyznaczony przez porozumienia o zawieszeniu broni z 1949 roku między Izraelem a Jordanią.